# Gintaras Cibulskis
Gintaras Cibulskis (Zarasai, 7 juni 1986) is een Litouwse handbalspeler van Dragunas Klaipeda. In de periode van 2012 tot 2016 speelde Cibulskis voor het Nederlandse Hurry-Up waar hij de bijnaam Beer van Zwartemeer kreeg.